# 香港職工會聯盟
香港職工會聯盟（英語：Hong Kong Confederation of Trade Unions），簡稱職工盟（HKCTU），是香港一個已經解散的民主派工會組織。该组织成立於1990年7月，四大綱領為「團結、尊嚴、公義、民主」；曾領導多場工人運動，高峰時有90多個屬會，超過19萬名會員，曾為香港最大工會聯合組織之一。職工盟解散前，總部位於香港九龍彌敦道557至559號永旺行7樓及19樓。
2020年《港區國安法》生效後，多個工會相繼解散；職工盟亦於2021年10月會員大會表決解散，時尚有78個屬會。職工盟末任主席為代表黃迺元、秘書長為李卓人。

## 歷史

### 創立及活動
1990年，香港職工會聯盟成立，創會主席是香港基督教工業委員會前主任劉千石，時任教協會長司徒華擔任秘書長。創會第二年，劉千石參選立法局並當選，其議席後來由李卓人接棒。工人之聲由街頭走入議會。1997年6月，李卓人提交的保障工人集體談判權私人草案獲通過。不過，條例在三個月後被臨立會廢除，李卓人曾絕食五天抗議。

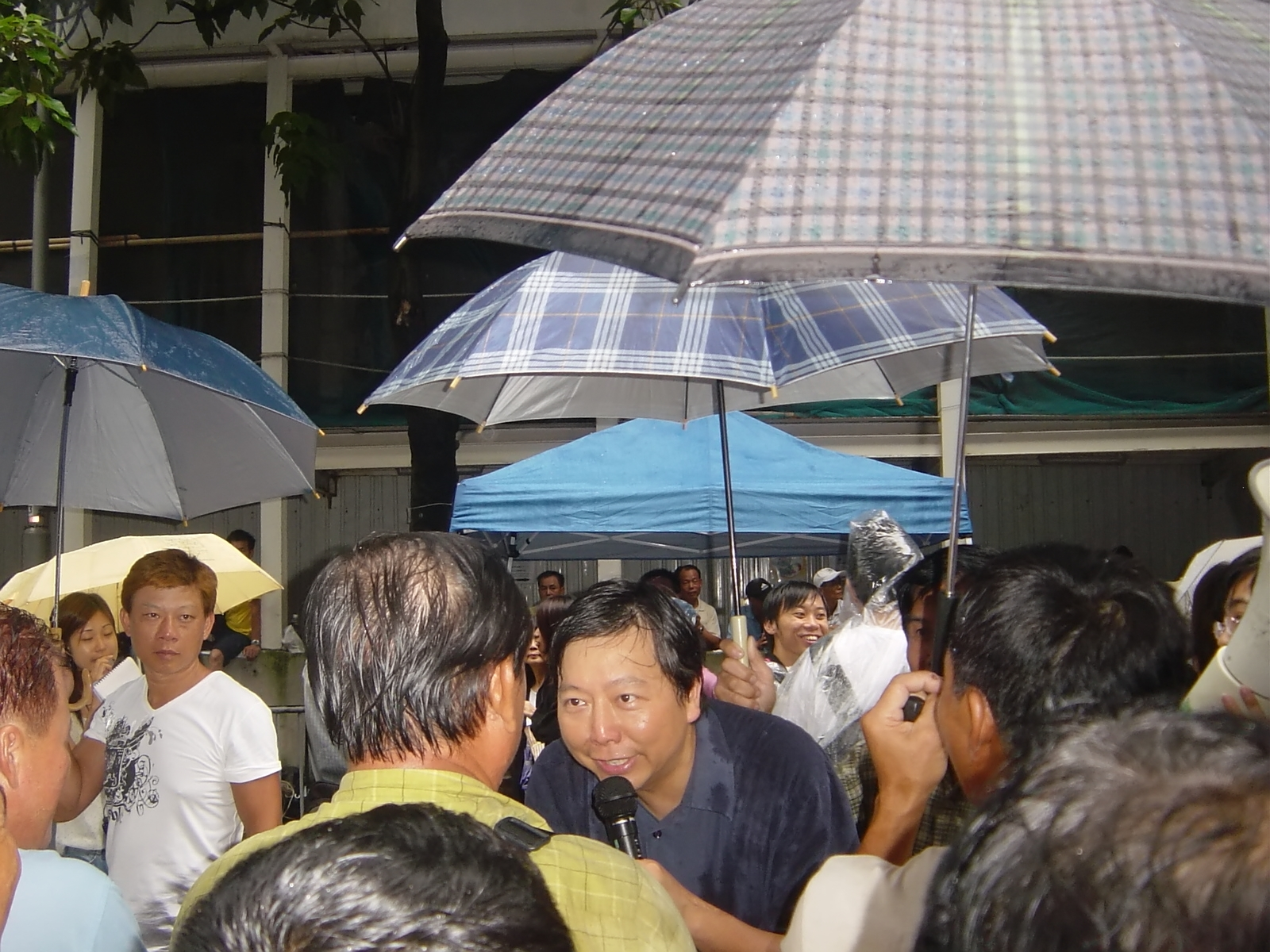
2007年，職工盟秘書長李卓人協助紮鐵工人的示威集會

職工盟推動過多場工運。2007年持續36天的紮鐵工潮，最後成功提高工人日薪至860元，每天工作八小時，亦促成了往後的「每年一檢」。工人與紮鐵商會每年檢視情況，調整工資。

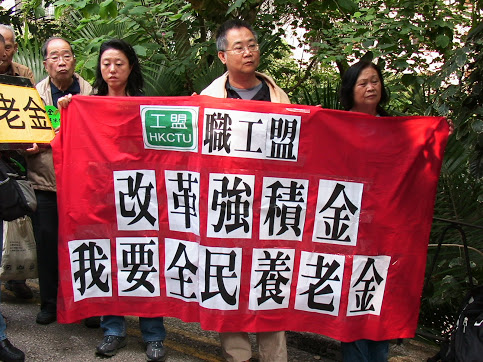
2010年，職工盟參與要求政府實拖全民退休保障計劃的遊行

職工盟亦多年就政治議題發起集會。2016年時任特首梁振英女兒的行李風波，職工盟發起機場千人集會。2019年反修例運動期間網上發起的「大三罷」，至疫情期間，醫護罷工要求封關，職工盟都有參與並呼籲。
職工盟認為，香港《最低工資條例》的保障範圍應包括在香港工作的外籍家庭傭工。 在外傭居港權爭議中，職工盟支持在香港工作滿七年的外籍家庭傭工爭取居港權。
2013年3月，香港國際貨櫃碼頭外判工人發起工潮；職工盟籌募了800多萬罷工基金，讓工人在罷工期間可以維持生活。罷工歷時40日，為香港戰後歷時最長的一次工人罷工運動。李卓人為工潮主要領導人之一。最後，勞資雙方以9.8%的加薪幅度達成共識。
此事件迫使國際貨櫃碼頭（HIT）於同年12月宣布會撤換HIT九號碼頭的29台「輪胎式龍門架吊機」，將於2015年首季前由人手操控改為自動化，操控員毋須再攀上吊機工作。工會反對碼頭自動化，亦擔心部分吊機手的工作量將減少，可能影響生計。在2019年底，八號貨櫃碼頭亦實現自動化,貨櫃碼頭只剩下24名吊機遙距操作員，操作人手縮減至兩成。

### 解散
2020年，《港區國安法》公布生效。全國港澳研究會理事、北京航空航天大學法學院副教授田飛龍認為，職工盟偏離專業，走政治化路線，在《港區國安法》前，在法律上是灰色地帶；國安法（落實）後具備明顯的違法性，稱該組織仍有生存空間，但須參考《港區國安法》改革自身，進行內部整頓，擁護愛國者治港原則，不能蒙混過關。

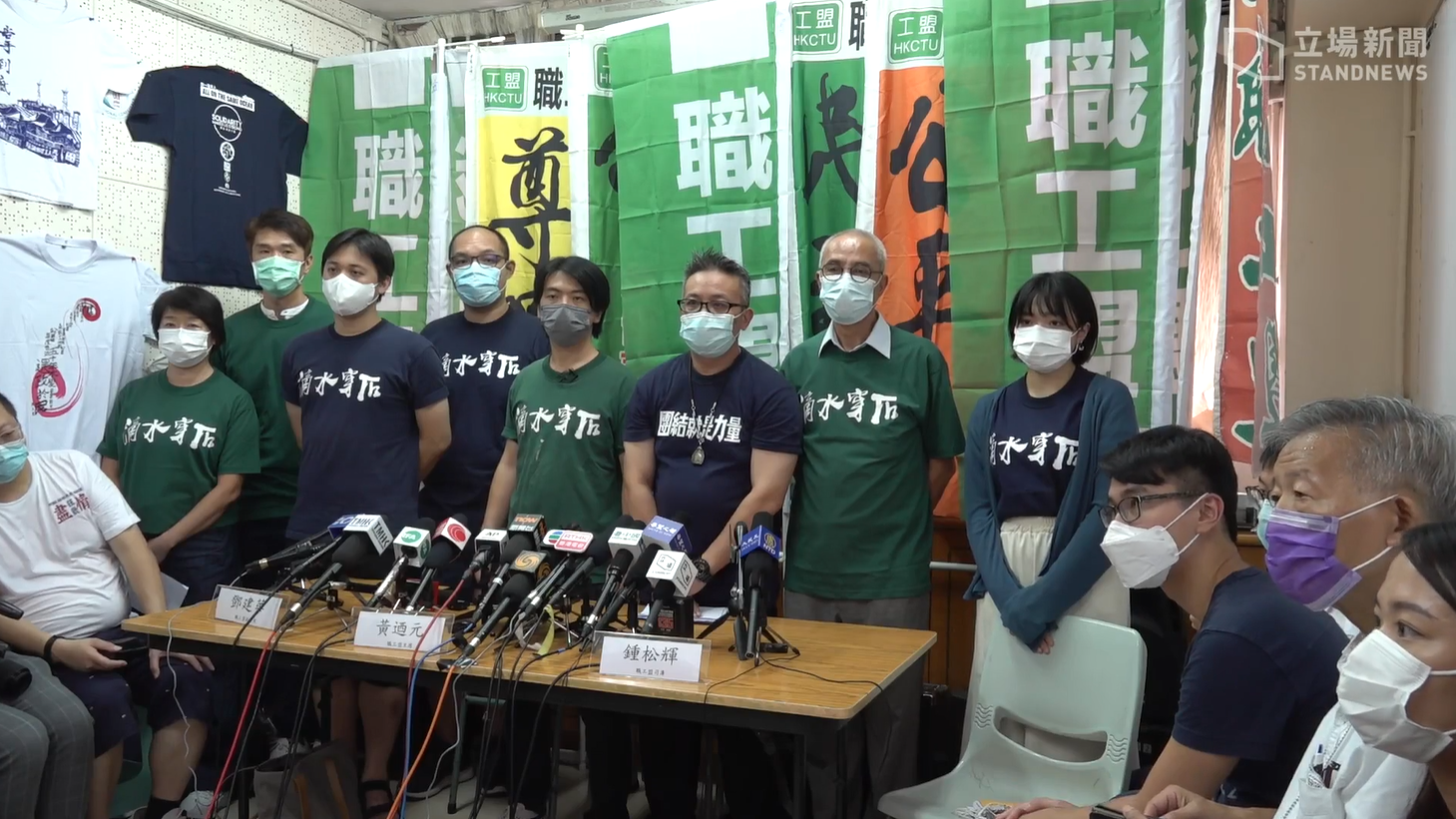
2021年9月16日，職工盟召開記者會，交代解散程序

據傳媒報道，職工盟於2021年9月16日晚舉行執委會會議，會議通過啟動解散程序的決定，並將於10月3日召開會員大會正式通過解散。報道又指，自2012年起擔任總幹事的蒙兆達，已宣布辭職。
2021年9月17日，《文匯報》報道，9月16日晚職工盟舉行執委會會議，會議通過啟動解散程序的決定，並將於10月3日召開會員大會正式通過解散。報道又稱自2012年起擔任總幹事的蒙兆達已宣布辭職。
2021年9月19日，主席黃迺元與仍留任的兩名執委召開記者會，宣布職工盟啟動解散程序，10月3日召開特別會員大會表決。黃迺元指，有會員收到訊息，指如果職工盟繼續營運下去，將面對人身安全威脅，至於有關訊息的詳情則不能透露，黃迺元一度感觸表示，「對不住香港人，職工盟撐不到落去」。黃迺元形容，成立31年的職工盟不只是一個組織，還是一面旗幟，職工盟解散象徵著獨立自主工運的挫敗，直接影響工人日後發起或參與反抗運動的信心，亦讓人覺得公民社會進一步瓦解。黃迺元又反駁有親建制媒體指職工盟是外國代理人的講法。黃迺元承認，職工盟過往與美國勞聯、產聯轄下的團結中心有合作的資助項目，但內容圍繞推動勞工保障、理事培育、集體談判，並不涉及任何政治活動，2020年7月前，已經再沒有與團結中心繼續合作。黃迺元又指，對於有報章宣稱職工盟與披跨國工會組織外衣的政治組織「ITUC」有關，黃迺元指出，「ITUC」其實是全球最大的工會聯盟，代表163國家、332個地區的工會組織，即使中华全国总工会，亦曾接待「ITUC」的中國探訪團，以觀察員身分獲邀出席「ITUC」國際大會的會議。黃迺元指，職工盟與不同地區的工會有合作或聯繫，是理所當然，天經地義，過去政府從來沒提及這樣做是犯法，將參加國際工會說成勾結外國勢力，是威脅工人參加工會的權利。對於被指煽動罷工及支援新工會成立等，黃迺元表示無法理解，因為組織工會或發起罷工，都是基本法賦予的基本權利，質疑是否「非建制工會」就是背負「原罪」。黃迺元指，職工盟成立31年，因為一場大運動而興起，亦因一場大運動而終結，但強調理念及團結精神不會消失，時間將會證明可經歷時代考驗，希望31年工作可滋養未來工運發展，又說「落紅不是無情物，化作春泥更護花」。副主席鄧建華指，見到友好團體一個一個倒下，輪到職工盟面臨解散，感到很難受。鄧建華又指，職工盟原本有96個屬會，隨著教協等10多個屬會相繼退出，職工盟剩80多個屬會，每個屬會根據本身會員人數有不同投票份額，10月的特別會員大會需要有50票出席，若有五分之四票數贊成，就會通過解散決議。
2021年10月3日，職工盟召開特別會員大會，屬會以57票贊成、8票反對、2票棄權表決通過解散議案。職工盟主席黃迺元會後見記者指，大會以57票贊成、8票反對及2票棄權，大比數通過解散。擁有31年歷史的職工盟正式步入歷史。他表示，屬會代表非常明白職工盟的處境，在非常沉重、充滿掙扎心情下作出無奈決定。黃廼元指，職工盟的屬會是獨立運作，但工運路上失去連結的平台，未來的路一定崎嶇難行。黃廼元相信31年來職工盟累積下來的經驗，會對屬會有幫助，期望繼續運作的屬會可排除萬難。黃迺元指，如果可以的話，職工盟不想走到這一步，形容解散是迫不得已。至於解散之後政治風險會否消除，黃迺元無法回答。黃廼元指，大會委任他、副主席鄧建華和司庫鍾松輝處理餘下工作，直至完成解散程序。黃廼元指，職工盟31年的重要成果是鼓勵大量工人，嘗試走出來改變命運，香港並非只有一個工會聯盟，但認為如此積極介入工業行動和關注社會公義，只有職工盟，過去的工作只是遺憾做得不夠好，從來沒有後悔。黃廼元承認解散是獨立工運的重大挫折，但工人反抗力量不會消失，如只是打算解決提出問題的人而非解決問題，未來便不會有希望。黃廼元期望工運同路人和港人不要懷憂喪志，當前是考驗韌力及智慧的時候。副主席鄧建華指，在2019年與國際民間社會連結，以壯大民間運動，但已經被視為罪名，面對的政治壓力已不言而喻，解散議案僅僅通過，反映是一個痛心、無奈、理性但不甘心的決定，並向每名工運參與者致敬。司庫鍾松輝指，職工盟的剩餘資產有大約兩千萬元，職工盟和培訓中心將會遣散員工，會發放優於法例要求的補償予員工，並撥備款項給基層工會支付薪酬和租金，並在扣除其餘必要開支之後，再攤分餘款給所有屬會。
香港工會聯合會發聲明回應事件指，職工盟自成立以來，一直擔任外國政治代理人的角色，長期收受外國資金，大搞港版「顏色革命」，嚴重危害社會安寧和國家安全，認為職工盟表決解散，目的是企圖逃避法律罪責，促請政府嚴查到底。工聯會在聲明中稱，職工盟長期假借工會組織名義行政治煽動之實，利用工人權益作政治燃料，不斷向各界發放鼓吹違法、「港獨」信息。發動所謂「大三罷」鼓動癱瘓機場、鐵路，重創香港聲譽，又發動醫護連日罷工，癱瘓醫療系統等。
保安局發言人就傳媒有關職工盟決定解散的查詢回應指，一個組織及成員犯下的罪行，其刑責不會因解散組織或成員的辭職而被抹走。警方會全力追究任何涉嫌違反《香港國安法》及其他法例的組織及人士。發言人指出，危害國家安全的行為和活動可造成非常嚴重的後果，必須採取措施以防範和制止，將可能危害國家安全的組織及人士所帶來的風險減至最低。當局會針對曾經收受外國政治團體捐款的本地組織仔細進行調查，並按需要運用《香港國安法》下的《實施細則》及其他相關條例的權力，要求提供資料或採取所需行動。警方會根據證據及法律，依法追究危害國家安全的組織及人士的罪責，確保可將他們繩之於法。
2021年10月4日，職工盟屬會之一、社區及院舍照顧員總工會義務秘書鄭清發在港台節目《千禧年代》指，部分屬會即時面對運作上的困難，因為部分是沒有自己會址，一向靠職工盟提供地點或電話熱線服務等。不少屬會對解散感到迷茫，因為即時面對要搬離職工盟在油麻地的辦事處。工會需要地方處理日常運作、文書、接見個案等，而職工會登記局的亦要求註冊的工會要有一個會址，部分屬會面對尋找會址的困難。
2022年3月31日早上，已解散的職工盟涉嫌未有根據《社團條例》向警方提供收支情況，以及與外國或境外組織聯繫等資料，警方國安處將多名職工盟高層帶返警署就涉嫌勾結外部勢力及收受政治資金等協助調查，當中包括前主席黃迺元、副主席鄧建華及司庫鍾松輝，在囚的前秘書長李卓人亦受查。大批探員於早上十時許，分別持法庭手令搜查職工盟位於旺角及佐敦等至少三個會址。其中在彌敦道永旺行，職工盟前主席黃迺元約十時被警員押到現場協助蒐證。多名警員攜帶大疊膠箱，進入職工盟會址，期間有軍裝警員在大廈正門及梯間駐守。至下午兩時許，有運輸工人將八個裝有證物的藍色膠箱逐一運上貨車，包括職工盟的「招牌」。其後黃迺元雙手被反鎖，由警員押落樓，再押上黑色七人車帶走。
2024年8月10日，《大公報》報道，香港職工會聯盟是國際工會聯合（ITUC）的亞太區屬會，國際工會聯合由美國操控，其副主席是NED的團結中心國際部主任凱西芬戈爾德, 國際工會聯合在2019年8月17日香港爆發黑暴期間，參與煽動其下組織項各國駐地的中國大使館抗議，要求特區政府釋放被捕者及獨立調查「警暴」。

## 組織
在解散前，職工盟最高權力架構是每年最少舉行一次由各屬會按會員人數派代表出席的會員大會。會員大會每兩年選一次，選出26名執委會作為會員大會休會期間的決策機關，下設六個常務工作委員會，釐訂及推動各方面工作；並設有秘書處，負責執行執委會及各委員會所制訂的工作。職工盟的屬會絕大部分依靠職工盟的支援。職工盟除了提供場地給予屬會開會和擺放物資，亦有一名全職幹事處理屬會會務，包括跟進求助個案。2021年解散後，該架構不復存在。

### 歷任領導層
| 年度       | 主席                    | 會長   | 秘書長 | 總幹事        |
| ---------- | ----------------------- | ------ | ------ | ------------- |
| 2012－2016 | 潘天賜                  | 鄭清發 | 李卓人 | 蒙兆達 → 空缺 |
| 2016－2021 | 吳敏兒 → 黃迺元（署任） | 潘天賜 | 李卓人 | 蒙兆達 → 空缺 |

### 屬會成員
在解散之前，職工盟一共有78個屬會，135,954名會員。2021年職工盟解散後，旗下屬會大部分均以停止運作。
在職工盟解散前的屬會包括（節錄）： 
| 香港交通運輸業職工聯合會，登記會員 - 香港鐵路公司員工協會，登記會員295人 - 九巴員工協會，登記會員44人 - 新世界第一巴士公司職工會，登記會員538人 - 城巴有限公司職工會，登記會員307人 - 旅遊巴士司機工會，登記會員20人 - 交通事業從業員協會，登記會員2,747人 - 物流及貨櫃車司機工會，登記會員36人 - 運輸及物流業職工會 - 中港貨運司機龍眼協會 - 香港碼頭業職工會，登記會員155人 - 香港空中服務員職業工會，登記會員20人 - 國泰航空公司空中服務員工會，登記會員7,190人 - 英航香港機艙服務員工會，登記會員63人 - 芬蘭航空香港機艙服務員工會，登記會員23人 - 香港快運及香港航空機師工會，登記會員171人 - 港龍航空公司空勤人員協會，登記會員1,194人 - 維珍航空香港空中服務員工會，登記會員43人 - 怡中航空職工會，登記會員200人 - 港龍航空機師協會，登記會員454人 - 香港航空機組人員協會，登記會員2,241人 - 香港旅遊業（外遊）領隊及導遊工會，登記會員7人 - 混凝土業職工會，登記會員206人 - 建築地盤職工總會，登記會員4,450人 - 香港泥頭車司機協會，登記會員226人 - 紮鐵業團結工會，登記會員142人 - 建造業議會職工會，登記會員111人 - 太古飲料（香港）職工總會，登記會員432人 - 飲食及酒店業職工總會，登記會員403人 - 香港雀巢職工會，登記會員77人 - 香港屈臣氏公司職工會，登記會員173人 - 維他奶職工會，登記會員87人 - 香港家務助理總工會，登記會員373人 - 印尼移工工會，登記會員123人 - 菲律賓移工工會 ，登記會員133人 - 泰國移工工會，登記會員150人 - 香港亞洲家務工工會聯會，登記會員5人 - 香港物業管理及保安職工總會，登記會員521人 - 衛安職工會，登記會員85人 - 清潔服務業職工會 - 校園設施管理有限公司職工會，登記會員27人 - 社區及院舍照顧員總工會 - 電視製作及廣播業職工會 - 分會：TVB職員協會 - 香港復康機構工場導師會 - 香港心理衛生會職員會 - 醫院管理局職工總會 （页面存档备份，存于） - 香港迪士尼樂園職工會，登記會員58人 - 海洋公園職工會，登記會員107人 - 駕駛教師協會，登記會員148人 - 通利教職員工會，登記會員49人 - 香港美容美髮職工會 - 香港駕駛學院駕駛教師工會，登記會員81人 - 個人及社區服務行業職工總會，登記會員177人 - 香港社會工作者總工會，登記會員1,677人 - 香港青年協會職員會，登記會員350人 - 社區及院舍照顧員總工會，登記會員534人 - 香港明愛員工會，登記會員275人 - 香港基督教女青年會員工協會，登記會員325人 - 香港復康會運輸助理員/車長工會 - 社會福利機構員工會，登記會員55人 - 香港天主教機構職員協會，登記會員61人 - 扶康會員工總會，登記會員70人 - 鍾錫熙長洲安老院有限公司員工協會，登記會員50人 - 香港神託會社會服務部職工會，登記會員48人 - 懷智職工會，登記會員149人 - 醫院管理局職工總會，登記會員320人 - 香港郵政局員工會，登記會員1,589人 - 港九拯溺員工會，登記會員541人 - 政府工程技術及測量人員協會，登記會員2,350人 - 政府第一標準薪級員工總會 - 政府僱員團結工會，登記會員179人 - 食物環境衛生署管工職系工會，登記會員45人 - 政府圖書館館長協會，登記會員75人 - 政府製圖人員協會，登記會員425人 - 消防處廚師職工會 - 香港警務處電訊技術人員工會，登記會員172人 - 珠海學院教職員工會，登記會員15人 - 大學及專上院校工會聯盟，登記會員7人 - 香港大學職工會 - 香港中文大學員工總會，登記會員982人 - 香港浸會大學教職員工會，登記會員61人 - 香港教育專業人員協會 - 惠康有限公司職工會，登記會員50人 - 零售、商業及成衣業總工會，登記會員629人 （分會：保險及金融從業員權益分會） - 電訊盈科職員協會，登記會員581人 - 香港救世軍僱員協會 - 香港非緊急救護服務員工協會 - 香港職工會聯盟員工會 - 香港學校非教員職工會，登記會員65人 - 通訊業總工會，登記會員65人 - 香港復康機構工場導師會，登記會員260人 - 香港配音從業員工會，登記會員71人 - 通利教職員工會 - 職業訓練局非教職人員工會 - 香港倉庫運輸物流員工協會 - 港九電子工業職工總會 - 港九金飾珠寶業職工會 - 飲食及酒店業職工總會，登記會員485人 - 中西飲食業職工會，登記會員1,804人 - 香港會計專業人員協會 - 香港資訊科技界工會 - 香港自由工作者服務工會 |

### 培訓中心

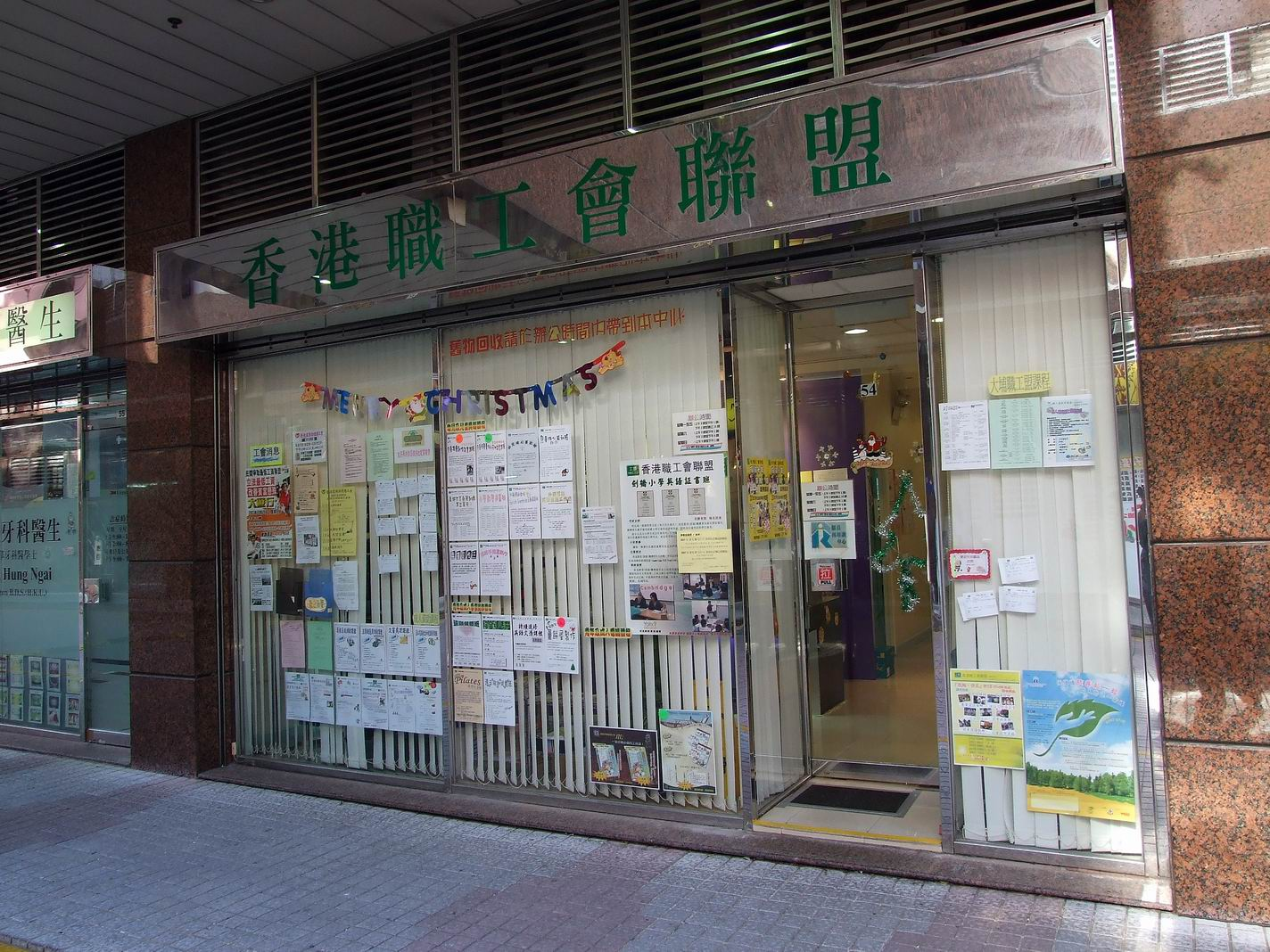
位於新港城的職工盟馬鞍山培訓中心

職工盟曾於1994年成立專業培訓中心，並註冊為非牟利教育機構，共設有十個中心，分別位於油麻地、元朗、天水圍、大埔及馬鞍山等，為區內居民提供培訓和就業輔導服務。職工盟轄下十個培訓中心一共提供超過300個職業培訓課程，當中200多個與僱員再培訓局合辦，部分課程屬職工盟獨有，例如輪椅維修助理、專為少數族裔而設的金屬棚架課程等。職工盟曾經是少數建造業議會認可的培訓機構，亦是唯一跟僱員再培訓局合辦紮鐵大工課程的機構。2021年職工盟解散後，轄下培訓中心也停止運作。

## 外部連結
- 香港職工會聯盟 官方網址 （页面存档备份，存于）
- 職工盟培訓中心 （页面存档备份，存于）